# Бёрбридж, Бетти
Бетти Бёрбридж (англ. Betty Burbridge, 7 декабря 1895, Сан-Диего, Калифорния — 19 сентября 1987, Тарзана, Калифорния) — американская сценаристка и актриса немого кино.

## Биография
Элизабет Бербридж (Elizabeth Burbridge) родилась в Сан-Диего, штат Калифорния, 7 декабря 1895 года в семье журналистки Бернис Орфы Редингтон. Она является внучкой генерал-майора гражданской войны в США Стивена Г. Бёрбриджа. В 1913 году состоялся её актёрский дебют, и в последующие три года она снялась более чем в шестидесяти короткометражных немых фильмов. С 1917 году она стала работать в качестве сценаристки. В начале 1920-х Бёрбридж вела газетную колонку, делясь с читателями советами по декору интерьеров.
В 1924 году Бёрбридж, как сценаристка, начала сотрудничество с недавно созданной киностудией «Action Pictures», для которой в последующие пять лет написала большинство сценариев для их вестернов. В 1935 году Бёрбридж была нанята студией «Republic Pictures», создав в последующие два десятилетия много сценариев для фильмов с Джином Отри, Роем Роджерсом и Джоном Уэйном, среди которых «Под западными звёздами» (1938), «Три техасских наездника» (1939), «Пограничный горизонт» (1939), «Бандит из Вайоминга» (1939), «Мелодии ранчо» (1940) и «Ранчо Гранде» (1940).
В начале 1950-х годов, написав несколько сценариев для телевизионных проектов, Бёрбридж завершила свою карьеру. Скончалась 19 сентября 1987 года в Тарзане, пригороде Лос-Анджелеса, в возрасте 91 года.